# يونيو 2010
يونيو 2010 هو الشهر السادس من عام 2010، بدأ يوم الثلاثاء، وأنتهى يوم الأربعاء، وأمتد لثلاثين يومًا.

## بوابة:أحداث جارية
| \| 1 يونيو 2010 (الثلاثاء) \| عدل \| تاريخ \| راقب \| تصفح \| |     |       |      |      |
| - رئيس الوزراء التركي رجب طيب أردوغان (في الصورة) يصف في كلمته أمام البرلمان التركي هجوم الكوماندوز الإسرائيلي على قافلة المساعدات المتجهة إلى قطاع غزة بالمجزرة الدموية، ويحذر إسرائيل من مغبه اختبار صبر تركيا. (بي بي سي) - مصر تعيد فتح معبر رفح منذ اليوم وحتى إشعار آخر للسماح بدخول المساعدات الإنسانية والأدوية للقطاع وسط موجة انتقادات لإسرائيل لحصارها القطاع. (رويترز) - مجلس الأمن الدولي يتوصل لاتفاق على البيان الرئاسي حول الهجوم الإسرائيلي على قافلة أسطول الحرية التي كانت متجهة إلى قطاع غزة، وقد أدان البيان الأعمال التي تؤدي إلى قتل مدنيين ودعا للإفراج الفوري عن النشطاء والسفن التي تحتجزها إسرائيل، ويطالب بتحقيق فوري وغير منحاز وشفاف في الحادث. (العربية) - المحكمة العليا العراقية تصادق على النتائج النهائية للانتخابات البرلمانية التي جرت في السابع من مارس. (العربية) - إجراء انتخابات التجديد النصفي لمجلس الشورى المصري والتي يخوضها 446 مرشحًا بينهم 74 مرشحًا عن الحزب الوطني الديمقراطي الحاكم ونحو 12 مرشحًا عن جماعة الإخوان المسلمين. (الجزيرة) |     |       |      |      |
| 1 يونيو 2010 (الثلاثاء) | عدل | تاريخ | راقب | تصفح |

| \| 2 يونيو 2010 (الأربعاء) \| عدل \| تاريخ \| راقب \| تصفح \| |     |       |      |      |
| - مجلس حقوق الإنسان التابع للأمم المتحدة يدين الهجوم الإسرائيلي على سفن أسطول الحرية التي كانت متجهة إلى قطاع غزة، ويصدر قرارًا يوصي بتشكيل لجنة تحقيق دولية مستقلة لكشف ملابسات الهجوم. (بي بي سي) - رئيس الوزراء الياباني يوكيو هاتوياما (في الصورة) يستقيل من منصبه بعد ثمانية أشهر من تنصيبه وذلك بعد أن فشل في إنجاز وعد قطعه أثناء حملته الانتخابية بإزاحة قاعدة أمريكية. (بي بي سي) |     |       |      |      |
| 2 يونيو 2010 (الأربعاء) | عدل | تاريخ | راقب | تصفح |

| \| 3 يونيو 2010 (الخميس) \| عدل \| تاريخ \| راقب \| تصفح \| |     |       |      |      |
| - السلطات العمانية تنتهي من إجلاء سكان جزيرة مصيرة والمدن الأخرى الواقعة على الساحل الشرقي للبلاد تحسبا لإعصار فيت الذي تكون بعد عاصفة مدارية في بحر العرب وبدأ يصل إلى الشواطئ الشرقية الجنوبية لعمان. (العربية) - اللجنة العليا للانتخابات في مصر تعلن نتيجة التصويت في انتخابات التجديد النصفي لمجلس الشورى والتي كانت من مصلحة الحزب الوطني الديمقراطي الحاكم الذي حصل على 60 مقعدًا من بين 64 مقعدًا تم حسم الاقتراع عليها، بينما حصل على المقاعد الأربعة الأخرى حزب التجمع الوطني التقدمي الوحدوي والحزب العربي الديمقراطي الناصري وحزب الجيل الديمقراطي وجناح حزب الغد المنشق عن أيمن نور وذلك بمقعد لكل حزب منها. وسوف تجري الثلاثاء المقبل انتخابات الإعادة على عشرة مقاعد ينافس الحزب عليها جميعًا، وجماعة الإخوان المسلمين تعلن عن عدم فوز أي من مرشحيها وتوجه الإتهام للحزب الوطني بتزوير الانتخابات. (العربية) |     |       |      |      |
| 3 يونيو 2010 (الخميس) | عدل | تاريخ | راقب | تصفح |

| \| 5 يونيو 2010 (السبت) \| عدل \| تاريخ \| راقب \| تصفح \| |     |       |      |      |
| - سلاح البحرية الإسرائيلي يسيطر على سفينة المساعدات الأيرلندية "راتشيل كوري" المتجهة إلى قطاع غزة ويقتادها إلى ميناء أسدود في عملية تمت دون إطلاق رصاص أو اشتباكات، وإسرائيل تقول إنها ستعمل على نقل المساعدات إلى القطاع عبر الطرق البرية رافضة إيصالها عن طريق البحر مباشرة. (بي بي سي) - الرئيس الروسي دميتري ميدفيديف (في الصورة) يقول خلال مؤتمر صحفي مع المستشارة الألمانية أنغيلا ميركل إن هناك اتفاقًا بشأن تطبيق عقوبات على إيران لكن أن هذا الخيار لا يزال غير مرغوب فيه، وإنه لا أحد يريدها. (بي بي سي) - المحكمة الإدارية العليا بمجلس الدولة في مصر تؤيد حكم إسقاط الجنسية عن المصريين المتزوجين من إسرائيليات من غير عرب 48. (رويترز) |     |       |      |      |
| 5 يونيو 2010 (السبت) | عدل | تاريخ | راقب | تصفح |

| \| 6 يونيو 2010 (الأحد) \| عدل \| تاريخ \| راقب \| تصفح \| |     |       |      |      |
| - إسرائيل تعلن رفضها تشكيل لجنة دولية للتحقيق في الهجوم الإسرائيلي على أسطول الحرية الذي أسفر عن مقتل نشطاء معارضين لحصار غزة. (بي بي سي) - أوغندا تعلن إن الرئيس السوداني عمر البشير (في الصورة) غير مدعو إلى قمة الاتحاد الأفريقي التي ستعقد في كمبالا الشهر المقبل وذلك لأنها من الأطراف الموقعة على معاهدة تأسيس المحكمة الجنائية الدولية وبالتالي فهي مجبرة على اعتقال الرئيس السوداني إذا دخل أراضيها، والسودان تقول إنه إذا تأكد قرار أوغندا فإنه سيطلب من الاتحاد الأفريقي أن ينقل المؤتمر إلى بلد آخر. (بي بي سي) |     |       |      |      |
| 6 يونيو 2010 (الأحد) | عدل | تاريخ | راقب | تصفح |

| \| 7 يونيو 2010 (الإثنين) \| عدل \| تاريخ \| راقب \| تصفح \| |     |       |      |      |
| - نائب الرئيس الأمريكي جو بايدن (في الصورة) يقول عقب إجرائه مباحثات مع الرئيس المصري محمد حسني مبارك إن الولايات المتحدة تتشاور عن قرب مع مصر وشركائها الآخرين للتوصل إلى وسائل جديدة للتعامل مع الوضع الإنساني والاقتصادي والأمني والسياسي في قطاع غزة. (بي بي سي) - مقتل ما لا يقل عن أربعة أشخاص وجرح آخرين في قصف شنه الجيش اليمني على معقل للمسلحين المطالبين بانفصال جنوب اليمن، وذلك عقب مواجهات مع الشرطة في محافظة الضالع. (بي بي سي) |     |       |      |      |
| 7 يونيو 2010 (الإثنين) | عدل | تاريخ | راقب | تصفح |

| \| 8 يونيو 2010 (الثلاثاء) \| عدل \| تاريخ \| راقب \| تصفح \| |     |       |      |      |
| - مندوب المكسيك لدى الأمم المتحدة رئيس مجلس الأمن يعلن أن المجلس سيصوت صباح الأربعاء على مشروع قرار بفرض عقوبات جديدة على إيران على خلفية برنامجها النووي. (بي بي سي) - ملك الأردن عبد الله الثاني بن الحسين (في الصورة) يؤكد أن بلاده لن نقبل تحت أي ظرف من الظروف بحل القضية الفلسطينية على حساب الأردن، ويشدد على أن بلاده ترفض أن يكون لها أي دور في الضفة الغربية، ولكنها في الوقت عينه لن تتخلى عن واجبها ودورها في دعم الفلسطينيين حتى يقيموا دولتهم المستقلة.-(سي إن إن) - الرئيس العراقي جلال طالباني يحدد يوم 14 يونيو المقبل موعدًا لعقد أولى جلسات مجلس النواب العراقي الجديد وذلك بعد ثلاثة أشهر من إجراء الانتخابات العامة. (العربية) |     |       |      |      |
| 8 يونيو 2010 (الثلاثاء) | عدل | تاريخ | راقب | تصفح |

| \| 9 يونيو 2010 (الأربعاء) \| عدل \| تاريخ \| راقب \| تصفح \| |     |       |      |      |
| - مجلس الأمن يصوت لصالح فرض عقوبات جديدة على إيران تشمل قيودًا مالية وذلك بأغلبية 12 صوتًا وإعتراض تركيا والبرازيل وإمتناع لبنان. (بي بي سي) - رئيس مجلس النواب اللبناني نبيه بري يدعو الحكومة إلى التعجيل بالتنقيب عن النفط والغاز في المياه الإقليمية، ويحذر من أن إسرائيل قد تضع يدها على مخزونات ضخمة من الغاز يقع جزء كبير منها في مياه لبنان. (الجزيرة) |     |       |      |      |
| 9 يونيو 2010 (الأربعاء) | عدل | تاريخ | راقب | تصفح |

| \| 10 يونيو 2010 (الخميس) \| عدل \| تاريخ \| راقب \| تصفح \| |     |       |      |      |
| - ائتلاف دولة القانون والائتلاف الوطني العراقي يعلنان تشكيل ائتلاف جديد يحمل اسم التحالف الوطني لتشكيل الكتلة النيابية الأكبر في البرلمان العراقي. (بي بي سي) - المعارضة الإيرانية تتراجع عن تنظيم مظاهرة في الذكرى الأولى لإعادة انتخاب الرئيس محمود أحمدي نجاد وذلك حفاظًا على حياة الناس وممتلكاتهم. (العربية) - رئيس الوزراء البريطاني ديفيد كاميرون (في الصورة) وفي مؤتمر صحفي بعد لقائه بالرئيس الأفغاني حامد قرضاي يستبعد خيار إرسال المزيد من القوات البريطانية إلى أفغانستان، ويؤكد أن هذه القوات يجب أن لا تبقى ليوم آخر أكثر من الضروري. (الجزيرة) |     |       |      |      |
| 10 يونيو 2010 (الخميس) | عدل | تاريخ | راقب | تصفح |

| \| 11 يونيو 2010 (الجمعة) \| عدل \| تاريخ \| راقب \| تصفح \| |     |       |      |      |
| - مصادر صحفية إسرائيلية تقول إن إسرائيل والولايات المتحدة توصلتا إلى اتفاق حول طبيعة اللجنة التي ستنظر في الهجوم الذي وقع على السفينة مرمرة التي كانت ضمن أسطول الحرية، بحيث يتم تشكيل هيئة خبراء قانونيين وليس لجنة تحقيق برئاسة قاضي محكمة إسرائيلية عليا متقاعد وبمشاركة خبراء قانون إسرائيليين ومراقبين أجنبيين. (الجزيرة) - إيران تهدد بتفتيش السفن الأجنبية في الخليج العربي إذا ما تم تنفيذ قرار مجلس الأمن الأخير الذي يتضمن تفتيش السفن المتجهة لإيران في عرض البحر. (الجزيرة) - هجوم انتحاري على مركز للدرك الوطني الجزائري في الأخضرية بولاية البويرة يوقع ثمانية قتلى. (العربية) أحداث بطولة كأس العالم - إنطلاق بطولة كأس العالم التاسعة عشرة في كرة القدم من ستاد سوكر سيتي في جوهانسبورغ، وتغيب عن حضور الحفل الزعيم الجنوب أفريقي التاريخي نيلسون مانديلا بسبب حادث عائلي مأوساي أودى بحياة ابنة حفيده في حادث سير. (العربية) - جنوب أفريقيا تهدر تقدمها وتتعادل مع المكسيك مع إنطلاق كأس العالم. (رويترز) - منتخب أوروغواي يفرض التعادل بدون أهداف على فرنسا في أولى مباريات الفريقين بالمجموعة الأولى. (رويترز) |     |       |      |      |
| 11 يونيو 2010 (الجمعة) | عدل | تاريخ | راقب | تصفح |

| \| 12 يونيو 2010 (السبت) \| عدل \| تاريخ \| راقب \| تصفح \| |     |       |      |      |
| - النيابة الفيدرالية الألمانية تعلن إعتقال إسرائيلي في بولندا يشتبه بإنتمائه إلى الموساد وضلوعه في اغتيال القيادي في حركة حماس محمود المبحوح في دبي وذلك بناء على طلب ألمانيا. (العربية) - المدعي العام للمحكمة الجنائية الدولية لويس مورينو أوكامبو يحث مجلس الأمن الدولي على دعم حملته لاعتقال متهمين سودانيين وجهت لهما اتهامات منذ ثلاث سنوات للاشتباه بارتكابهما جرائم حرب في السودان. (رويترز) - السعودية تنفي موافقتها على فتح أجوائها أمام الطيران الإسرائيلي في حال توجيه ضربة جوية للمفاعلات النووية الإيرانية، وتؤكد أن السعودية ليست طرفًا في النزاع بين إيران وأية دولة أخرى. (الجزيرة) - روسيا ترفض طلبا رسمياً من قيرغيزستان للتدخل لإنهاء أعمال العنف العرقية بين القيرغيز والأوزبك في جنوبي البلاد والتي تسببت بسقوط مئات الضحايا. (الجزيرة) أحداث بطولة كأس العالم - كوريا الجنوبية تستهل مشوارها ضمن منافسات المجموعة الثانية بنهائيات كأس العالم بالفوز على اليونان بهدفين مقابل لا شيء. (رويترز) - منتخب الأرجنتين يتغلب على منتخب نيجيريا بهدف مقابل لا شيء. (رويترز) - منتخب إنجلترا يتعادل مع المنتخب الأمريكي بهدف لكل منهما في افتتاح منافسات المجموعة الثالثة في كأس العالم. (رويترز) |     |       |      |      |
| 12 يونيو 2010 (السبت) | عدل | تاريخ | راقب | تصفح |

| \| 13 يونيو 2010 (الأحد) \| عدل \| تاريخ \| راقب \| تصفح \| |     |       |      |      |
| - مقتل 12 شخصًا على الأقل وإصابة العشرات بجروح في إنفجار قرب البنك المركزي وسط بغداد ومحاولة مسلحين اقتحامه. (بي بي سي) - أمين عام جامعة الدول العربية عمرو موسى (في الصورة) يزور قطاع غزة ويلتقي رئيس الحكومة الفلسطينية المقالة إسماعيل هنية ويقول إنه يجب أن يكسر الحصار فورًا. (بي بي سي) أحداث بطولة كأس العالم - منتخب الجزائر يخسر في أولى مبارياته في البطولة بهدف مقابل لا شيء أمام منتخب سلوفينيا. (رويترز) - منتخب غانا يفوز بهدف مقابل لا شيء على المنتخب الصربي وذلك في أولى مبارياتهما في المجموعة الرابعة. (رويترز) - المنتخب الألماني يفوز على المنتخب الأسترالي بنتيجة أربعة صفر. (رويترز) |     |       |      |      |
| 13 يونيو 2010 (الأحد) | عدل | تاريخ | راقب | تصفح |

| \| 14 يونيو 2010 (الإثنين) \| عدل \| تاريخ \| راقب \| تصفح \| |     |       |      |      |
| - تركيا ترفض اللجنة الداخلية التي شكلتها إسرائيل لتقصي الحقائق بشأن الهجوم الإسرائيلي على أسطول الحرية نهاية الشهر الماضي وتشكك في نزاهاتها، وتؤكد على لسان وزير خارجيتها أحمد داود أوغلو (في الصورة) إن تركيا لا تثق إطلاقًا بأن الدولة التي نفذت مثل ذلك الهجوم على قافلة مدنية في المياه الدولية ستجري تحقيقًا محايدًا. (الجزيرة) - مجلس النواب العراقي يعقد جلسة بروتوكلية هي الأولى منذ انتخابه في 7 مارس / آذار الماضي، وقد استمرت الجلسة عشر دقائق أدى خلالها النواب اليمين ورفعت بعدها لتبقى مفتوحة إلى حين اتفاق الكتل الفائزة على من يتولى رئاسة الجمهورية ورئاسة الوزراء ورئاسة مجلس النواب. (الجزيرة) أحداث بطولة كأس العالم - هولندا تفتتح مشوارها في كأس العالم بالفوز على الدنمارك بهدفين مقابل لا شيء، وذلك في أولى منافسات المجموعة الخامسة. (رويترز) - منتخب اليابان يحقق فوزه الأول خارج أرضه في نهائيات كأس العالم لكرة القدم بتغلبه على الكاميرون بهدف مقابل لا شيء ضمن منافسات المجموعة الخامسة. (رويترز) - منتخب إيطاليا حامل لقب كأس العالم لكرة القدم يتعادل مع منتخب باراغواي بهدف لكل منهما في افتتاح منافسات المجموعة السادسة. (رويترز) |     |       |      |      |
| 14 يونيو 2010 (الإثنين) | عدل | تاريخ | راقب | تصفح |

| \| 15 يونيو 2010 (الثلاثاء) \| عدل \| تاريخ \| راقب \| تصفح \| |     |       |      |      |
| - الأمم المتحدة تحذر من احتمال انتشار العنف العرقي في قيرغيزستان إلى دول مجاورة في آسيا الوسطى إن لم يتم وقفه بسرعة، ومتحدث باسمها يقول إن طاجيكستان وأوزبكستان ستكونان في خطر إذا إمتد العنف عبر الحدود. (بي بي سي) - الرئيس الإيراني محمود أحمدي نجاد (في الصورة) يقول أن العرض الإيراني الذي تدعمه تركيا والبرازيل بمبادلة الوقود النووي مع القوى الكبرى لا يزال قائمًا. (بي بي سي) أحداث بطولة كأس العالم - نيوزيلندا تتعادل مع سلوفاكيا بهدف لكل منهما وذلك ضمن منافسات المجموعة السادسة. (رويترز) - منتخب البرتغال يتعادل مع منتخب كوت ديفوار بدون أهداف وذلك في إفتتاح منافسات المجموعة السابعة. (رويترز) - منتخب البرازيل بطل العالم خمس مرات يستهل مشواره في البطولة بالتغلب على كوريا الشمالية بهدفين مقابل هدف واحد وذلك ضمن منافسات المجموعة السابعة. (رويترز) |     |       |      |      |
| 15 يونيو 2010 (الثلاثاء) | عدل | تاريخ | راقب | تصفح |

| \| 16 يونيو 2010 (الأربعاء) \| عدل \| تاريخ \| راقب \| تصفح \| |     |       |      |      |
| - مبعوث اللجنة الرباعية الدولية لعملية السلام في الشرق الأوسط توني بلير (في الصورة) يكشف عن قرب التوصل إلى اتفاق لتخفيف الحصار الذي تفرضه السلطات الإسرائيلية على قطاع غزة منذ ما يقرب من أربع سنوات خلال اليومين المقبلين.-(سي إن إن) - أفراد من الأقلية الأوزبكية في قيرغيزستان يهددون بتفجير مستودع للنفط في مدينة أوش جنوبي البلاد إذا حاولت الحكومة المؤقتة الاستيلاء على المكان بالقوة. (بي بي سي) - الرئيس الأمريكي باراك أوباما يعلن رسميًا أن بلاده ستجبر شركة بي بي على دفع ثمن الأضرار التي تسببت بها، كما سيأمر المجموعة بإنشاء صندوق مستقل لتوزيع التعويضات على الضحايا وذلك على خلفية أزمة التسرب النفطي في خليج المكسيك. (بي بي سي) أحداث بطولة كأس العالم - منتخب تشيلي يفوز على منتخب هندوراس بهدف مقابل لا شيء وذلك ضمن منافسات المجموعة الثامنة. (رويترز) - منتخب سويسرا يحقق مفاجأة ويهزم المنتخب الإسباني بطل أوروبا بهدف مقابل لا شيء وذلك في ثاني منافسات المجموعة الثامنة. (رويترز) - منتخب الأوروغواي يفوز على منتخب جنوب أفريقيا بثلاثة أهداف دون مقابل وذلك ضمن منافسات الجولة الثانية من المجموعة الأولى. (رويترز) |     |       |      |      |
| 16 يونيو 2010 (الأربعاء) | عدل | تاريخ | راقب | تصفح |

| \| 17 يونيو 2010 (الخميس) \| عدل \| تاريخ \| راقب \| تصفح \| |     |       |      |      |
| - الحكومة الإسرائيلية تعلن أنها أقرت جملة من الترتيبات لتخفيف الحصار عن قطاع غزة لمواجهة الإنتقادات الدولية التي أعقبت الغارة البحرية على سفن مساعدات لغزة. (بي بي سي) - قادة الاتحاد الأوروبي يقرون عقوبات جديدة على إيران بسبب برنامجها النووي. (الجزيرة) - الرئيس السوري بشار الأسد (في الصورة) يقول إن الهجوم الإسرائيلي على أسطول الحرية نهاية الشهر الماضي زاد احتمالات الحرب في الشرق الأوسط ودمر كل فرصة لتحقيق السلام في المستقبل القريب، وإن رئيس الوزراء الإسرائيلي بنيامين نتنياهو يقود حكومة مهووسة بإشعال الحرائق. (الجزيرة) - حكومة قيرغيزستان المؤقتة تقلل من خطورة الإضطرابات العرقية التي وصفت بأنها الأسوأ خلال 20 عامًا، وتتعهد بالإلتزام بإجراء استفتاء على تعديلات دستورية هذا الشهر. (الجزيرة) أحداث بطولة كأس العالم - المنتخب الأرجنتيني يفوز على منتخب كوريا الجنوبية بأربعة أهداف مقابل هدف وذلك ضمن منافسات المجموعة الثانية. (رويترز) - منتخب اليونان يحقق فوزه الأول في تاريخ كأس العالم بتغلبه على نيجيريا بهدفين مقابل هدف. (رويترز) - منتخب المكسيك يتغلب على المنتخب الفرنسي بهدفين مقابل لا شيء وذلك ضمن منافسات المجموعة الأولى. (رويترز) |     |       |      |      |
| 17 يونيو 2010 (الخميس) | عدل | تاريخ | راقب | تصفح |

| \| 18 يونيو 2010 (الجمعة) \| عدل \| تاريخ \| راقب \| تصفح \| |     |       |      |      |
| - رئيس السلطة الوطنية الفلسطينية محمود عباس يبلغ مبعوث السلام الأمريكي جورج ميتشل إن على الولايات المتحدة الضغط على إسرائيل من أجل رفع الحصار عن قطاع غزة بشكل كامل. (بي بي سي) - رئيسة الحكومة المؤقتة في قيرغيزستان روزا أوتونباييفا (في الصورة) تقول أن حصيلة القتلى بسبب أسوأ تناحر عرقي شهده البلد منذ عقود قد تصل إلى ألفي قتيل، وأن الحصيلة الحقيقية لعدد القتلى 10 مرات أعلى من الأرقام الرسمية المتداولة. (بي بي سي) أحداث بطولة كأس العالم - صربيا تفوز على ألمانيا بهدف مقابل لا شيء وذلك ضمن منافسات المجموعة الرابعة. (رويترز) - منتخبا سلوفينيا والولايات المتحدة يتعادلان بهدفين لكل منهما في الجولة الثانية من منافسات المجموعة الثالثة. (رويترز) - منتخب الجزائر يتعادل مع منتخب إنجلترا بدون أهداف في ثاني مباريات الجولة الثانية من المجموعة الثالثة. (رويترز) |     |       |      |      |
| 18 يونيو 2010 (الجمعة) | عدل | تاريخ | راقب | تصفح |

| \| 19 يونيو 2010 (السبت) \| عدل \| تاريخ \| راقب \| تصفح \| |     |       |      |      |
| - مسلحون يمنيون يهاجمون مقر جهاز الأمن السياسي في مدينة عدن، حيث حدث تبادل مكثف للنيران بين قوات الأمن والمهاجمين مما أدى إلى مقتل عنصرين على الأقل من قوات الأمن، وتقارير غير مؤكدة تقول إن ما يصل إلى 13 شخصًا قتلوا بما في ذلك عشرة أفراد تابعين لقوات الأمن. (بي بي سي) - الجيش التركي يعلن أن الطيران التركي قصف مواقع لمتمردي حزب العمال الكردستاني في شمال العراق بعد هجوم استهدف مركزًا عسكريًا تركيًا على الحدود بين البلدين أسفر عن مقتل 7 جنود أتراك. (العربية) - رئيس الوزراء المصري أحمد نظيف (في الصورة) يؤكد إن بلاده على استعداد لفتح معبر رفح بالكامل إذا خرج الاحتلال من قطاع غزة، ويوضح أن سبب إغلاق المعبر يعود إلى استمرار احتلال القطاع وليس بسبب عدم التوافق الفلسطيني، ويشدد على إنها رغم حصارها فهي محتلة أيضًا، ولا تستقل عن الاحتلال حتى في تقديم الخدمات الأساسية للسكان. (العربية) أحداث بطولة كأس العالم - المنتخب الهولندي يفوز على منتخب اليابان بهدف مقابل لا شيء ضمن منافسات المجموعة الخامسة. (رويترز) - منتخب غانا يتعادل مع المنتخب الأسترالي بهدف لكل منهما ويتصدر المجموعة الرابعة. (رويترز) - منتخب الدنمارك يفوز على المنتخب الكاميروني بهدفين مقابل هدف وذلك في ثاني مباريات الجولة الثانية من منافسات المجموعة الخامسة. (رويترز) |     |       |      |      |
| 19 يونيو 2010 (السبت) | عدل | تاريخ | راقب | تصفح |

| \| 20 يونيو 2010 (الأحد) \| عدل \| تاريخ \| راقب \| تصفح \| |     |       |      |      |
| - إجراء الانتخابات الرئاسية في بولندا لانتخاب خلف للرئيس ليخ كاتشينسكي الذي توفي إثر تحطم طائرته في أبريل الماضي، ومن بين المرشحين العشرة للمنصب ياروسلاف كاتشينسكي الشقيق التوأم للرئيس السابق، والقائم بأعمال الرئاسة برونيسواف كوموروفسكي. (بي بي سي) - إيران تعدم عبد الملك ريغي زعيم حركة جند الله المتمردة المسؤولة عن العديد من العمليات المسلحة في محافظة سيستان وبلوشستان. (بي بي سي) أحداث بطولة كأس العالم - منتخب باراغواي يفوز على المنتخب السلوفاكي بهدفين مقابل لا شيء وذلك ضمن منافسات المجموعة السادسة. (رويترز) - المنتخب الإيطالي يتعادل مع منتخب نيوزيلندا بهدف لكل منهما. (رويترز) - منتخب البرازيل يفوز على منتخب كوت ديفوار بثلاثة أهداف مقابل هدف وذلك في منافسات المجموعة السابعة. (رويترز) |     |       |      |      |
| 20 يونيو 2010 (الأحد) | عدل | تاريخ | راقب | تصفح |

| \| 21 يونيو 2010 (الإثنين) \| عدل \| تاريخ \| راقب \| تصفح \| |     |       |      |      |
| - وكالة غوث وتشغيل اللاجئين - الأونروا تقول أن إعادة بناء قطاع غزة غير ممكنة إلا بالرفع التام للحصار الذي تفرضه إسرائيل. (رويترز) - الانتخابات الرئاسية البولندية تتجه إلى خوض جولة إعادة في 4 يوليو وذلك مع فشل أي من المرشحين العشرة في الحصول على نسبة من الأصوات تتجاوز 50%، حيث بعد فرز 94% من الأصوات حصل المرشح الأوفر حظًا رئيس الدولة بالوكالة برونيسواف كوموروفسكي على ما نسبته 41.22% من الأصوات، مقابل 36.74% من الأصوات لياروسلاف كاتشينسكي. (بي بي سي) - فوز مرشح الحزب الحاكم خوان مانويل سانتوس في الانتخابات الرئاسية الكولومبية بعد حصوله على 69% من أصوات الناخبين مقابل 28% من الأصوات لمنافسه مشرح حزب الخضر. (بي بي سي) أحداث بطولة كأس العالم - ضمن منافسات المجموعة السابعة، منتخب البرتغال يفوز بنتيجة سبعة مقابل لا شيء على منتخب كوريا الشمالية. (رويترز) - تشيلي تفوز على المنتخب السويسري بهدف مقابل لا شيء وذلك في منافسات المجموعة الثامنة. (رويترز) - منتخب إسبانيا يفوز على منتخب هندوراس بهدفين مقابل لا شيء في ثاني منافسات الجولة الثانية من المجموعة الثامنة. (رويترز) |     |       |      |      |
| 21 يونيو 2010 (الإثنين) | عدل | تاريخ | راقب | تصفح |

| \| 22 يونيو 2010 (الثلاثاء) \| عدل \| تاريخ \| راقب \| تصفح \| |     |       |      |      |
| - وزير الدفاع الإسرائيلي إيهود باراك (في الصورة) يدعو الأمم المتحدة إلى تعليق خطط إجراء تحقيق مستقل تدعمة المنظمة الدولية في عملية إنزال الكوماندوز الإسرائيلي على أسطول الحرية التي كانت تحمل مساعدات وذلك أثناء إبحارها إلى قطاع غزة الشهر الماضي. (بي بي سي) - انفجار في إسطنبول قرب حافلة تقل عسكريين يتسبب في مقتل أربعة أشخاص على الأقل وذلك بعد يوم من نشر تعزيزات عسكرية على الحدود مع العراق بعد تصاعد القتال بين القوات التركية ومقاتلي حزب العمال الكردستاني. (العربية) - المشتبه به في محاولة تفجير سيارة مفخخة بميدان تايمز سكوير في نيويورك يقر بالإتهامات المنسوبة إليه لدى مثوله أمام إحدى المحاكم الاتحادية الأمريكية. (العربية) - أجهزة الدفاع المدني المصرية بالتعاون مع وحدات إطفاء من الجيش تتمكن من إخماد حريق شب في عشش منطقة سوق التونسي المجاور لحي السيدة عائشة جنوب القاهرة وذلك بسبب سقوط سيارة من أعلى جسر يمر فوق السوق وانفجارها، واستبعاد أي شبهة بكون الحادث عمل إرهابي. (العربية) أحداث بطولة كأس العالم - منتخب أوروغواي يتغلب على المنتخب المكسيكي بهدف مقابل لا شيء ويتصدر المجموعة الأولى ويتأهل مع المكسيك إلى دور الستة عشر. (رويترز) - منتخب جنوب إفريقيا يفوز على المنتخب الفرنسي بهدفين مقابل هدف، ويخرجان من البطولة معًا. (رويترز) - الأرجنتين تفوز على اليونان بهدفين مقابل لا شيء وتتصدر المجموعة الثانية. (رويترز) - منتخب كوريا الجنوبية يتعادل مع المنتخب النيجيري بهدفين لكل منهما، ويتأهل إلى دور الستة عشر. (رويترز) |     |       |      |      |
| 22 يونيو 2010 (الثلاثاء) | عدل | تاريخ | راقب | تصفح |

| \| 23 يونيو 2010 (الأربعاء) \| عدل \| تاريخ \| راقب \| تصفح \| |     |       |      |      |
| - والد الجندي الإسرائيلي جلعاد شاليط المحتجز لدى حركة حماس في قطاع غزة يقول إنه يشعر بخيبة الأمل بسبب إذعان الحكومة الإسرائيلية للضغوط الدولية وتخفيفها الحصار عن قطاع غزة دون أخذ قضية ابنه في الإعتبار. (بي بي سي) - الرئيس الأمريكي باراك أوباما (في الصورة) يعفي قائد القوات الأمريكية في أفغانستان الجنرال ستانلي مكريستال من منصبه، ويعين الجنرال ديفيد بتريوس محله، ويحاث مجلس الشيوخ على التصديق على تعيينه بأسرع ما يمكن، ويقول إن تغير قائد القوات لا يعني تغيير بالسياسة المعمول بها في أفغانستان. (العربية) أحداث بطولة كأس العالم - في آخر مباريات دور المجموعات في المجموعة الثالثة، المنتخب الأمريكي يفوز بهدف مقابل لا شيء على منتخب الجزائر ويتصدر المجموعة. (رويترز) - منتخب إنجلترا يفوز على المنتخب السلوفيني بهدف مقابل لا شيء، ويصعد إلى دور الستة عشر بعد حلوله ثانيًا في المجموعة. (رويترز) - المنتخب الألماني يفوز على منتخب غانا بهدف مقابل لا شيء، ويصعدا معًا إلى دور الستة عشر بعد حلولهما أولًا وثانيًا على رأس المجموعة الرابعة. (رويترز) - منتخب أستراليا يفوز على المنتخب الصربي بهدفين مقابل هدف، ويخرجان من البطولة. (رويترز) |     |       |      |      |
| 23 يونيو 2010 (الأربعاء) | عدل | تاريخ | راقب | تصفح |

| \| 24 يونيو 2010 (الخميس) \| عدل \| تاريخ \| راقب \| تصفح \| |     |       |      |      |
| - أمين عام الأمم المتحدة بان كي مون (في الصورة) يقول إن قرار لجنة التخطيط في مدينة القدس بالموافقة على خطة تقضي بهدم 22 منزلًا فلسطينيًا في القدس الشرقية من أجل إقامة مركز سياحي إسرائيلي قرار غير شرعي. (بي بي سي) - نائبة رئيس الحكومة الأسترالية جوليا غيلارد تتولى رئاسة الوزراء بعد تنحي رئيس الوزراء كيفن رود من منصبه في محاولة من حزب العمال الحاكم تجنب الهزيمة في الانتخابات العامة المنوي إجراؤها في موعد لاحق من العام الحالي، وبذلك تصبح غيلارد أول رئيسة وزراء في تاريخ أستراليا. (بي بي سي) أحداث بطولة كأس العالم - سلوفاكيا تفوز على إيطاليا حاملة اللقب بنتيجة ثلاثة أهداف مقابل هدفين وتطيح بها من البطولة وتتأهل إلى دور الستة عشر. (رويترز) - منتخب باراغواي يتأهل لدور الستة عشر بعد تعادله بدون أهداف مع المنتخب النيوزيلندي. (رويترز) - منتخب هولندا يفوز بهدفين مقابل هدف على منتخب الكاميرون ويتصدر مجموعته. (رويترز) - اليابان تفوز على منتخب الدنمارك بثلاثة أهداف مقابل هدف، وتتأهل إلى دور الستة عشر. (رويترز) |     |       |      |      |
| 24 يونيو 2010 (الخميس) | عدل | تاريخ | راقب | تصفح |

| \| 25 يونيو 2010 (الجمعة) \| عدل \| تاريخ \| راقب \| تصفح \| |     |       |      |      |
| - بدء أعمال قمة دول مجموعة الثماني في أونتاريو الكندية لبحث سبل تعافي الاقتصاد العالمي وتحقيق التنمية، وذلك وسط خلاف بين أوروبا والولايات المتحدة بشأن الاستراتيجية التي يجب اعتمادها لتحقيق هذا الغرض. (بي بي سي) - القوات اليمنية تفرض حصارًا على منطقة جحاف في محافظة الضالع ردًا على قيام مسلحين من مناصري الحراك الجنوبي المطالب بالانفصال بمحاصرة موقع عسكري في المنطقة نفسها. (بي بي سي) أحداث بطولة كأس العالم - منتخبا البرازيل والبرتغال يتعادلان بدون أهداف ويتأهلان إلى دور الستة عشر. (رويترز) - منتخب ساحل العاج يفوز على منتخب كوريا الشمالية بثلاثة أهداف مقابل لا شيء، والفريقان يودعان البطولة. (رويترز) - المنتخب الإسباني يفوز على منتخب تشيلي بهدفين مقابل هدف، والمنتخبان يتأهلان لدور الستة عشر. (رويترز) - سويسرا وهندوراس تتعادلان سلبيًا وتودعان كأس العالم. (رويترز) |     |       |      |      |
| 25 يونيو 2010 (الجمعة) | عدل | تاريخ | راقب | تصفح |

| \| 26 يونيو 2010 (السبت) \| عدل \| تاريخ \| راقب \| تصفح \| |     |       |      |      |
| - أمين عام الحركة الشعبية لتحرير السودان باقان أموم يقول أن الاستفتاء على تقرير مصير جنوب السودان سيجرى في موعده مطلع يناير المقبل، ويتهم الدولة السودانية بالفشل في تبني وتنفيذ برامج كان يمكن لها أن تحقق الوحدة مع شمال السودان. (الجزيرة) - مجموعة الثماني تحث إسرائيل والفلسطينيين على العمل من أجل إجراء محادثات سلام مباشرة، وتقول أن الأوضاع في قطاع غزة تحت الحصار الإسرائيلي ينبغي ألا تبقى ويجب تغييرها. (رويترز) أحداث بطولة كأس العالم - منتخب الأوروغواي يتأهل إلى الدور ربع النهائي بعد فوزه على منتخب كوريا الجنوبية بهدفين مقابل هدف. (رويترز) - منتخب غانا يتأهل إلى الدور ربع النهائي وذلك بعد تغلبه على المنتخب الأمريكي بهدفين مقابل هدف في الأشواط الإضافية، ويتقابل مع الأوروغواي في الدور ربع النهائي. (رويترز) |     |       |      |      |
| 26 يونيو 2010 (السبت) | عدل | تاريخ | راقب | تصفح |

| \| 27 يونيو 2010 (الأحد) \| عدل \| تاريخ \| راقب \| تصفح \| |     |       |      |      |
| - مدير وكالة المخابرات المركزية يقول إن إيران تملك كمية من اليورانيوم تكفي لصنع قنبلتين ذريتين، وإن إيران في وسعها حيازة سلاح نووي خلال سنتين إذا إتخذ القرار بذلك. (بي بي سي) - الناخبون في غينيا يتوجهون إلى مراكز الاقتراع للتصويت في أول انتخابات ديموقراطية حرة منذ استقلال البلاد في عام 1958. (بي بي سي) - السودان يطلب من ليبيا طرد زعيم حركة العدل والمساواة المتمردة في دارفور ويتهمه بمحاولة تقويض محادثات السلام والتهديد بشن هجمات على العاصمة الخرطوم. (رويترز) - اللجنة المركزية للانتخابات في قيرغيزستان تعلن أن 89.65% من الناخبين في الاستفتاء الذي أجري اليوم قد صوتوا بالموافقة على دستور جديد يقيم ديمقراطية برلمانية، وذلك في نتائج أولية. (رويترز) أحداث بطولة كأس العالم - المنتخب الألماني يفوز على منتخب إنجلترا بنتيجة أربعة أهداف مقابل هدف ويتأهل إلى الدور الربع النهائي. (رويترز) - الأرجنتين تتأهل للدور الربع النهائي بعد فوزها على المنتخب المكسيكي بثلاثة أهداف مقابل هدف، وستتقابل في دور ربع النهائي مع المنتخب الألماني. (رويترز) |     |       |      |      |
| 27 يونيو 2010 (الأحد) | عدل | تاريخ | راقب | تصفح |

| \| 28 يونيو 2010 (الإثنين) \| عدل \| تاريخ \| راقب \| تصفح \| |     |       |      |      |
| - تركيا تعلن عن إغلاق مجالها الجوي بوجه الطيران العسكري الإسرائيلي وذلك في أحدث رد فعل على الهجوم الإسرائيلي على سفينة المساعدات التركية إلى قطاع غزة. (بي بي سي) - الرئيس الإيراني محمود أحمدي نجاد يعلن عن رغبة بلاده في إرجاء موعد المحادثات بشأن البرنامج النووي الإيراني لأسابيع على رغم استعدادها لاستئناف المحادثات، وإعتبر ذلك عقابًا للغرب على فرضه عقوبات جديدة على بلاده. (بي بي سي) - قمة عربية مصغرة في طرابلس بليبيا بحضور قادة ليبيا معمر القذافي (في الصورة) ومصر محمد حسني مبارك وقطر حمد بن خليفة آل ثاني والعراق جلال طالباني واليمن علي عبد الله صالح وأمين عام الجامعة العربية عمرو موسى تبحث في تطوير آليات الجامعة حتى تتناسب مع المتغيرات الدولية والإقليمية. (بي بي سي) أحداث بطولة كأس العالم - المنتخب الهولندي يتأهل للدور الربع النهائي بعد تغلبه على المنتخب السلوفاكي بهدفين مقابل هدف. (رويترز) - منتخب البرازيل يفوز على منتخب تشيلي بثلاثة أهداف مقابل لا شيء ويتأهل لدور الربع النهائي ليقابل منتخب هولندا. (رويترز) |     |       |      |      |
| 28 يونيو 2010 (الإثنين) | عدل | تاريخ | راقب | تصفح |

| \| 29 يونيو 2010 (الثلاثاء) \| عدل \| تاريخ \| راقب \| تصفح \| |     |       |      |      |
| - وزير الخارجية الإسرائيلي أفيجدور ليبرمان (في الصورة) يقول أنه لا يوجد أي احتمال لقيام دولة فلسطينية خلال العامين المقبلين وأن الواقع على الأرض يستبعد الوصول إلى تفاهمات تتيح قيام مثل تلك الدولة. (الجزيرة) - القائد الجديد للقوات الأمريكية في أفغانستان الجنرال ديفيد بتريوس يقول أن القتال قد يشتد في الشهور المقبلة ويتعهد بمراجعة قواعد الاشتباك التي كثيرًا ما تتعرض للانتقاد، ويعرب عن تأييد حذر للموعد الذي اختاره الرئيس باراك أوباما لبدء الانسحاب المسؤول من أفغانستان في يوليو / تموز 2011. (الجزيرة) - حزب الله يتهم إسرائيل باستباحة الأمن الوطني اللبناني والسيطرة على شبكة الاتصالات اللبنانية، بعد أن إعتقلت سلطات الأمن أحد كبار موظفي إحدى شركات الاتصالات الخلوية المملوكة للدولة للإشتباه بقيامه بالتجسس لحساب إسرائيل. (رويترز) أحداث بطولة كأس العالم - منتخب الباراغواي يتأهل للدور الربع النهائي بعد فوزه على المنتخب الياباني بركلات الترجيح. (رويترز) - المنتخب الإسباني يفوز على المنتخب البرتغالي بنتيجة هدف مقابل لا شيء ويتأهل للدور الربع النهائي ويقابل الباراغواي. (رويترز) |     |       |      |      |
| 29 يونيو 2010 (الثلاثاء) | عدل | تاريخ | راقب | تصفح |

| \| 30 يونيو 2010 (الأربعاء) \| عدل \| تاريخ \| راقب \| تصفح \| |     |       |      |      |
| - كريستيان وولف (في الصورة) مرشح تحالف المستشارة الألمانية أنغيلا ميركل يفوز بمنصب الرئيس بعد ثلاث جولات انتخابية. (رويترز) - حركة طالبان تشن هجومًا على مطار يستخدمه حلف شمال الأطلسي - الناتو كقاعدة جوية في مدينة جلال آباد شرقي أفغانستان. (العربية) |     |       |      |      |
| 30 يونيو 2010 (الأربعاء) | عدل | تاريخ | راقب | تصفح |

بوابة:أحداث جارية/يونيو 2010/تقويم
| أحداث جارية |
| --- |
| - أزمة الدين الحكومي اليوناني - جائحة فيروس كورونا 2019–20 - التدخل العسكري الروسي في أوكرانيا - التدخل العسكري الروسي في سوريا - الحرب الأهلية السورية - الهجوم على شمال غرب سوريا (2024) - الحرب الأهلية السودانية 2023 - عملية طوفان الأقصى - الحرب الفلسطينية الإسرائيلية (الخط الزمني) - صراع حزب الله وإسرائيل (2023–الآن) - - أزمة البحر الأحمر - الهجمات على القواعد الأمريكية في العراق وسوريا 2023 - الأزمة الإنسانية في غزة (2023 – الآن) تفاصيل أكثر النزاعات الجارية أدناه |

| وفيات حديثة |
| --- |
| - 16 مارس: أنطوان كرباج - 16 مارس: إيميلي ديكيني - 17 مارس: لي شاو كي - 17 مارس: أبو إسحاق الحويني - 17 مارس: أبو حمزة - 17 مارس: جون فرازير (لاعب كرة قدم بريطاني) - 18 مارس: قسطنطين رودريغيز - 18 مارس: محمود أبو وطفة - 18 مارس: نادية كاسيني - 18 مارس: ولامير ماركيز - 18 مارس: دينيز باوتشر - 18 مارس: عبد الرحمن حاجي أحمدي - 18 مارس: مارشال راوش - 18 مارس: عصام الدعاليس - 18 مارس: جان ميشيل (سياسي) - 19 مارس: أندريا ديليباشيتش - 19 مارس: هيرنان غودوي - 20 مارس: عثمان سيناف - 20 مارس: إدي جوردان - 20 مارس: نورمان كلارك |

| نزاعات جارية |
| --- |
| - التدخل العسكري الدولي ضد تنظيم الدولة الإسلامية (داعش) - الكاميرون - الحرب الأهلية الكاميرونية - جمهورية إفريقيا الوسطى - حرب جمهورية إفريقيا الوسطى الأهلية (2012–الآن) - جمهورية الكونغو الديموقراطية - تمرد القوات الديمقراطية المتحالفة - صراع كيفو - الحرب الأهلية الأثيوبية (2018-حاليا) - صراع أمهرة [الإنجليزية] - موزمبيق - التمرد الإسلاموي في موزمبيق - نيجيريا - تمرد بوكو حرام - التمرد الإسلامي في الساحل - تمرد الجهاديين في بوركينا فاسو · حرب مالي - الحرب الأهلية الصومالية - الحرب في الصومال (2009–الآن) - السودان - الحرب الأهلية السودانية 2023 - النزاع في أفغانستان - النزاع بين طالبان والدولة الإسلامية في أفغانستان - صراع بنجشير - الهند - التمرد في جامو وكشمير - العصيان الماوي-الناكسالي - إندونيسيا - أزمة بابوا - الصراع الداخلي في ميانمار - الحرب الأهلية في ميانمار (2021-الحاضر) - باكستان - صراع بلوشستان - عصيان خيبر بختونخوا - الصراع الأهلي في الفلبين - التمرد الشيوعي في الفلبين - الحرب الروسية الأوكرانية - الغزو الروسي لأوكرانيا 2022 - صراع العراق (2003–الآن) - التمرد العراقي (2017–الآن) - صراع إسرائيل وغزة - الحرب الفلسطينية الإسرائيلية 2023 - هجمات الحوثيين على إسرائيل (2023 - 2024) - الحرب الأهلية السورية - التدخل الأجنبي في الحرب الأهلية السورية - تركيا - الولايات المتحدة - اليمن - الحرب الأهلية اليمنية (2014–الآن) - التدخل العسكري في اليمن |